# Walter L. Griffin
Pour les articles homonymes, voir Walter Griffin et Griffin.

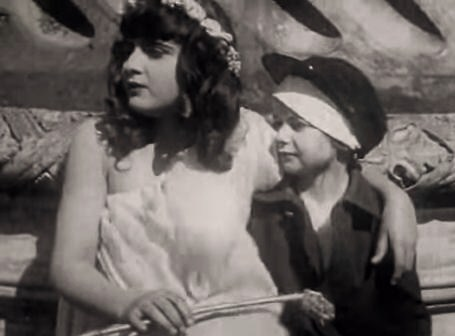
The Story of Jewel City (1915) :
Kathlyn Dempsey et Catherine Lund

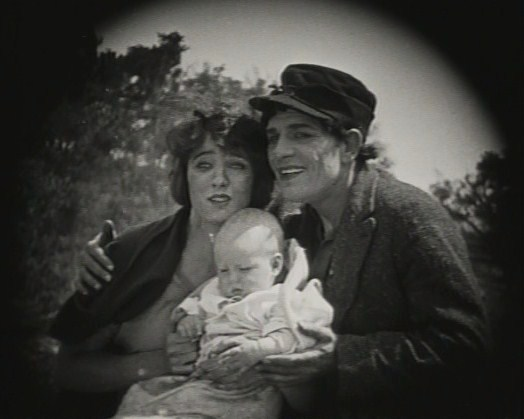
Nomads of the North (1920) :
Betty Blythe et Lon Chaney

Walter L. Griffin (parfois crédité Walter Griffin) — né le 19 juillet 1889 au Texas (lieu à préciser), mort le 25 mars 1954 à Ventura (Californie) — est un directeur de la photographie (membre fondateur de l'ASC) et monteur américain.

## Biographie
Entré dans l'industrie du cinéma en 1912, Walter L. Griffin rejoint en 1916 la National Film Corporation (future First National Pictures). Il est chef opérateur sur quarante-neuf films muets américains, le premier étant le court métrage The Story of Jewel City de William Nigh, tourné en marge de l'exposition universelle de 1915 à San Francisco et sorti cette même année 1915.
Suivent notamment The Man of Bronze (1918, avec Lewis Stone), Nomads of the North (1920, avec Betty Blythe et Lon Chaney) et Le Piège doré (1921, avec Lewis Stone et Wallace Beery), tous trois réalisés par David Hartford, A Dangerous Adventure de Jack L. Warner et Sam Warner (1922, avec Grace Darmond et Philo McCullough), ou encore The Silent Partner (en) de Charles Maigne (1923, avec Leatrice Joy et Owen Moore).
À noter qu'il est également monteur (en plus de chef opérateur) sur deux autres réalisations de David Hartford, The Man in the Shadow (1926, avec David Torrence et Myrtle Stedman) et God's Great Wilderness (1927, avec Russell Simpson et Rose Tapley).
Ses six derniers films sortent en 1928, dont The Heart of Broadway (en) de Duke Worne (avec Pauline Garon et Wheeler Oakman), après quoi il se retire.
Walter L. Griffin est l'un des quinze membres fondateurs de l'American Society of Cinematographers (ASC), en 1919.

## Filmographie partielle
- 1915 : The Story of Jewel City de William Nigh (court métrage)
- 1917 : The Spotted Lily d'Harry Solter
- 1918 : The Girl of My Dreams de Louis Chaudet
- 1918 : The Man of Bronze de David Hartford
- 1919 : The Long Lane's Turning de Louis Chaudet
- 1919 : Modern Husbands de Francis J. Grandon
- 1920 : Nomads of the North de David Hartford
- 1921 : Hearts and Masks de William A. Seiter
- 1921 : Le Piège doré (The Golden Snare) de David Hartford
- 1922 : A Dangerous Adventure de Jack L. Warner et Sam Warner
- 1922 : The Rapids de David Hartford
- 1923 : The Silent Partner de Charles Maigne
- 1924 : Two Fisted Tenderfoot de J. P. McGowan
- 1924 : Blue Water de David Hartford
- 1924 : Trigger Fingers (en) de B. Reeves Eason
- 1925 : Perils of the Rail de J. P. McGowan
- 1925 : Border Justice de B. Reeves Eason
- 1926 : The Man in the Shadow de David Hartford (+ monteur)
- 1927 : The Lost Limited de J. P. McGowan
- 1927 : The Cruise of the Hellion de Duke Worne
- 1927 : God's Great Wilderness de David Hartford (+ monteur)
- 1927 : Romantic Rogue d'Harry Joe Brown
- 1928 : The Heart of Broadway de Duke Worne
- 1928 : Sweet Sixteen de Scott Pembroke